# سنت-مارتین، کبک

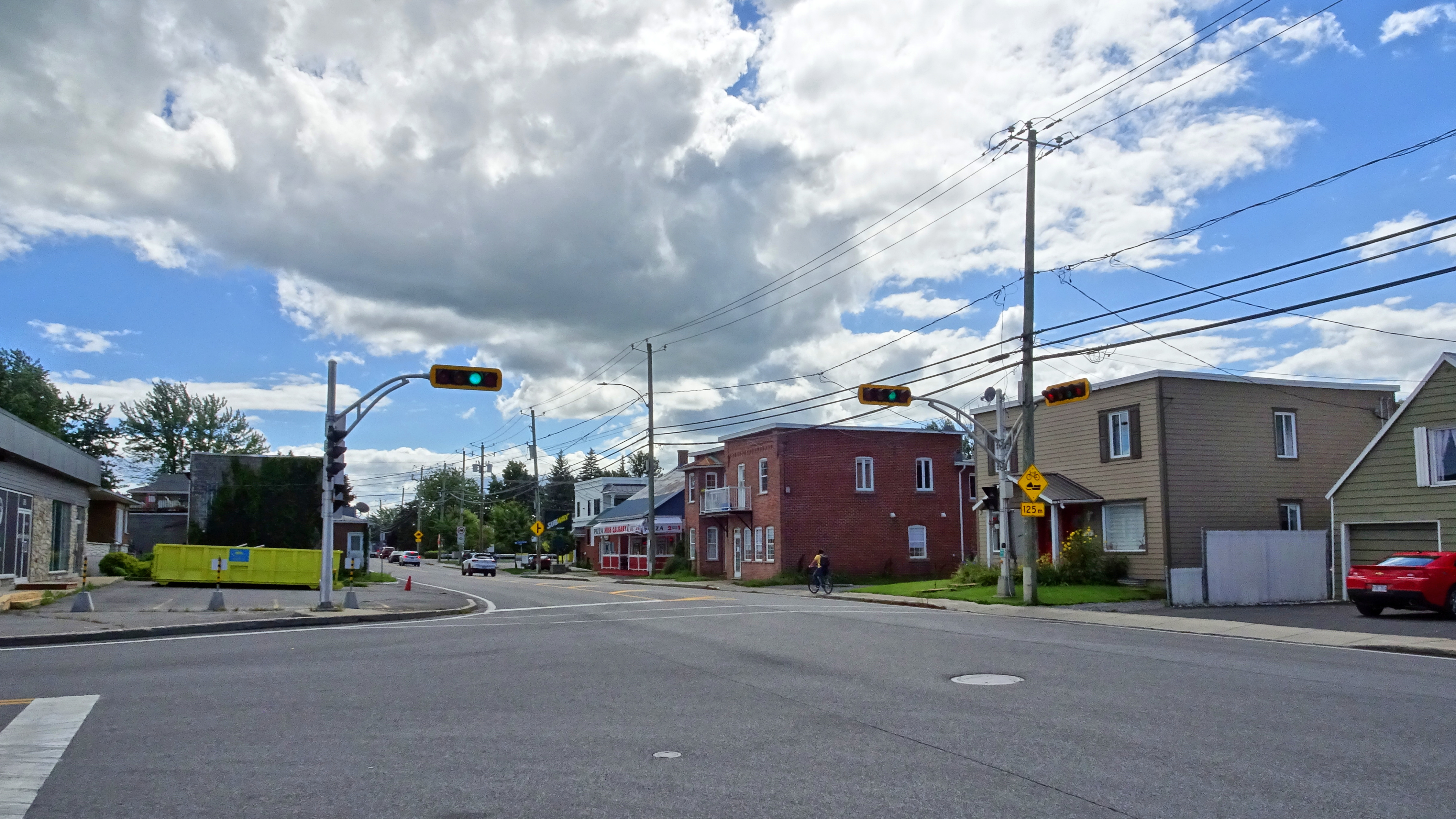
نمایی از شهر سنت-مارتین در منطقه شهری بوآرنوا-سالابری، کبک کانادا - ۲۰۲۳

سنت-مارتین (به فرانسوی: Sainte-Martine) شهری در منطقه شهری بوآرنوا-سالابری ناحیه مونترژی در استان کبک کانادا است. در سرشماری سال ۲۰۱۱ این شهر ۴٬۰۳۷ نفر جمعیت داشته‌است و مساحت آن ۵۹٫۷۹ کیلومتر مربع است.